# Gerwazy (łaciński patriarcha Konstantynopola)
Gerwazy (ur. ?, zm. 8 listopada 1219) – duchowny katolicki, 2. łaciński patriarcha Konstantynopola od 1215 roku do swojej śmierci w 1219 roku.

## Życiorys
Gerwazy został łacińskim Patriarchą Konstantynopola w listopadzie 1215. Pełnił ten urząd do dnia swojej śmierci 8 listopada 1219.